# 韶山毛沢東同志紀念館
韶山毛沢東同志紀念館（しょうざんもうたくとうどうしきねんかん）は、中華人民共和国湖南省湘潭市韶山市韶山沖にある政治家毛沢東の紀念館である。毛沢東故居に隣接した位置に所在する。毛沢東に関する資料の保存と公開、およびその業績の顕彰を目的に1964年に開館した。総建築面積は29700平方メートル。

## 歴史
1963年に建設開始。
1964年10月1日に開館した。
1983年4月20日、中国共産党中央顧問委員会主任の鄧小平が直筆で題名した。

## 施設概要
- 「風範長存毛沢東遺物展」
- 「毛沢東一家六烈士」
- 「中国出了個毛沢東」
- 「毛沢東生活用磁器展」
- 「毛沢東珍蔵唱片磁帯展」

## 画像

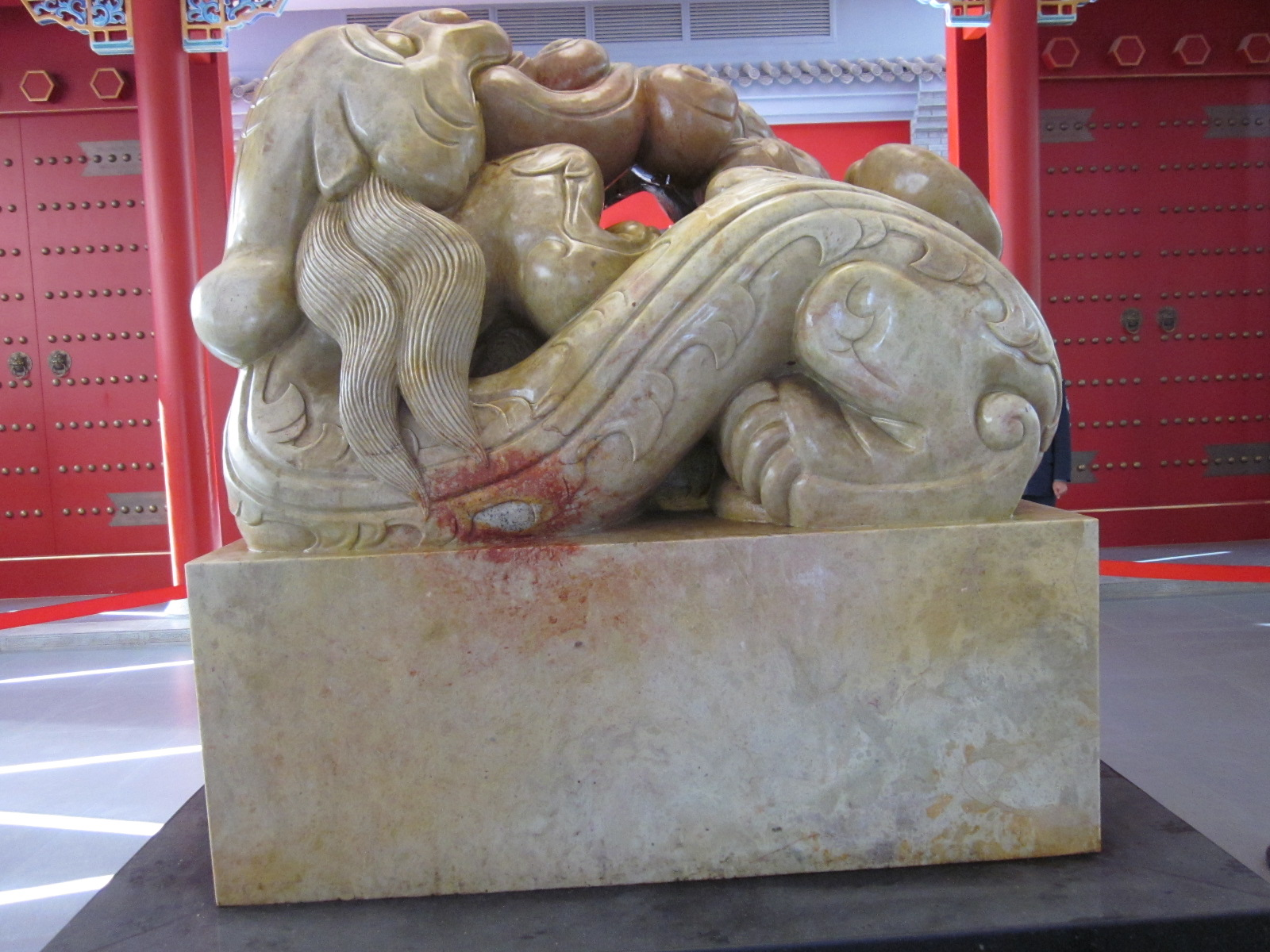
龍鈕大印。
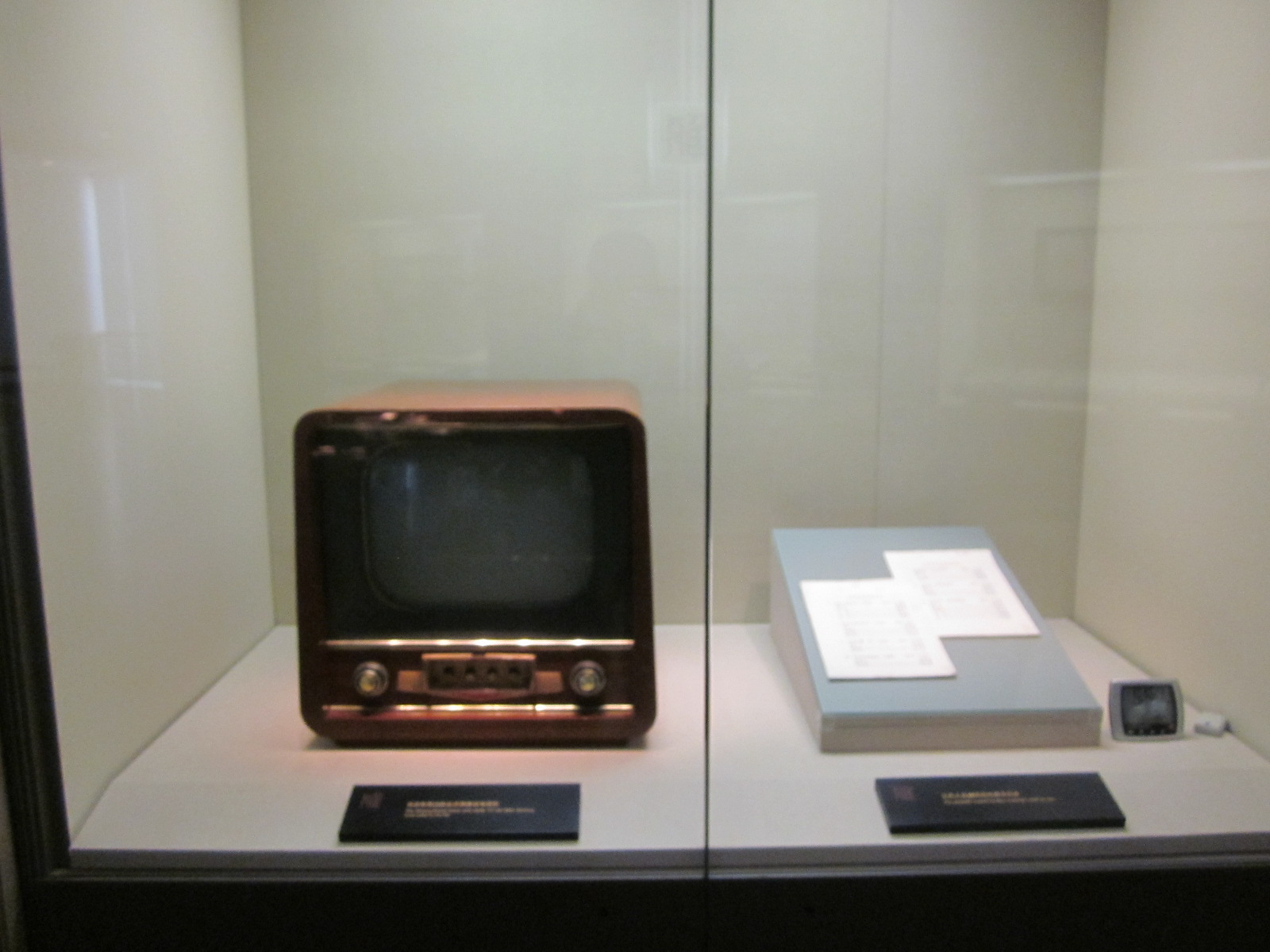
黒白電視機。
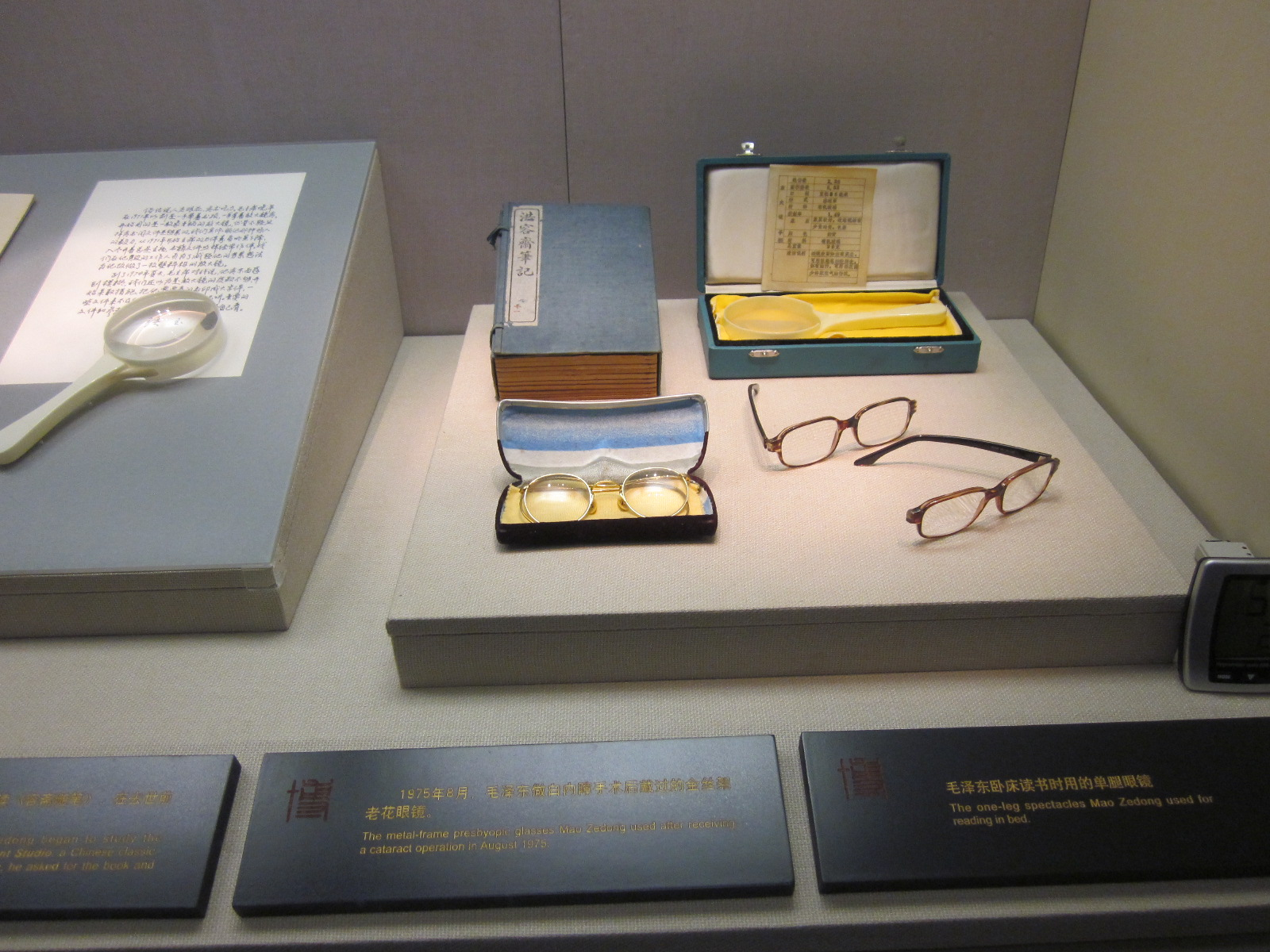
眼鏡、放大鏡。
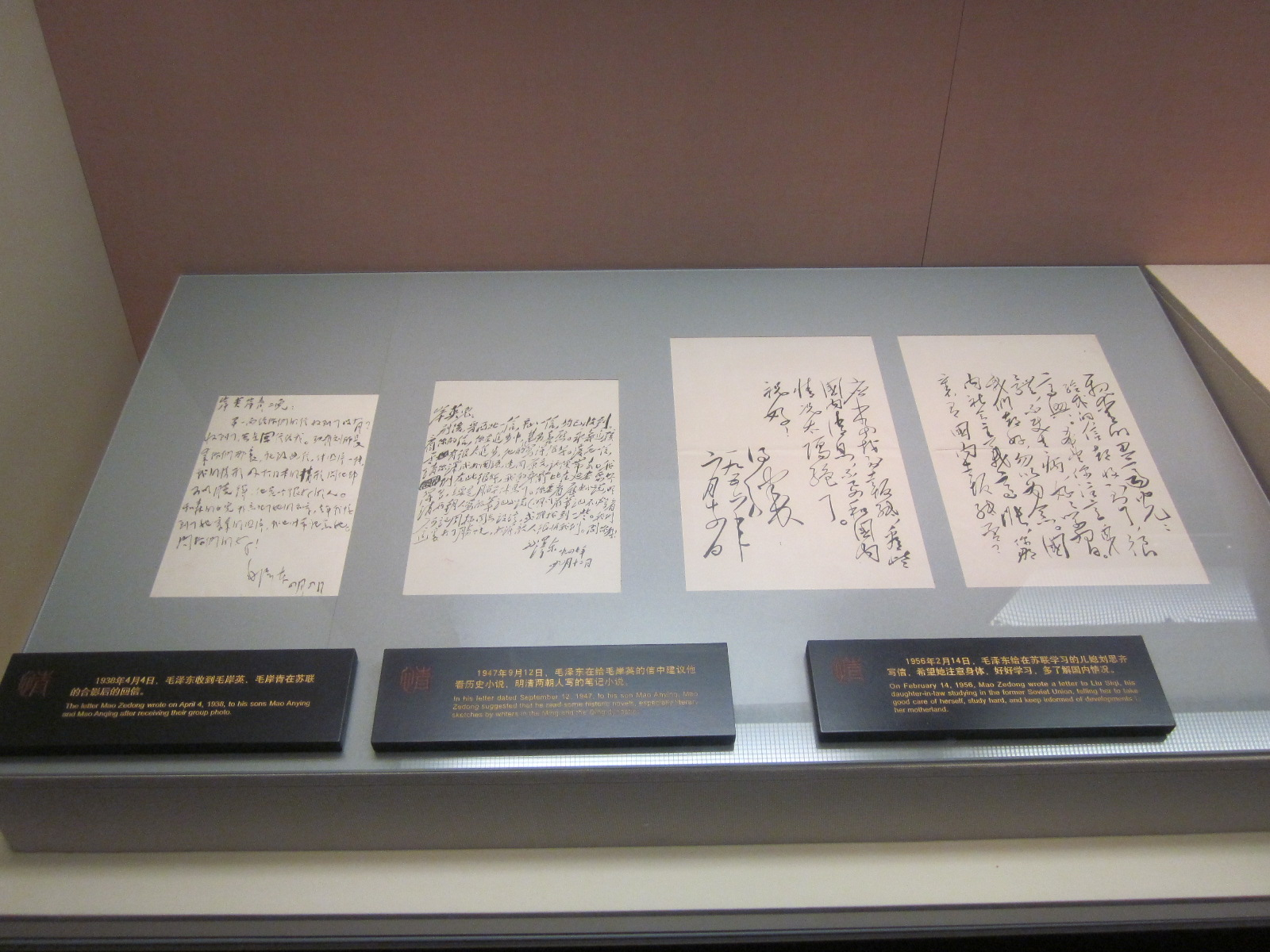
毛体真迹。
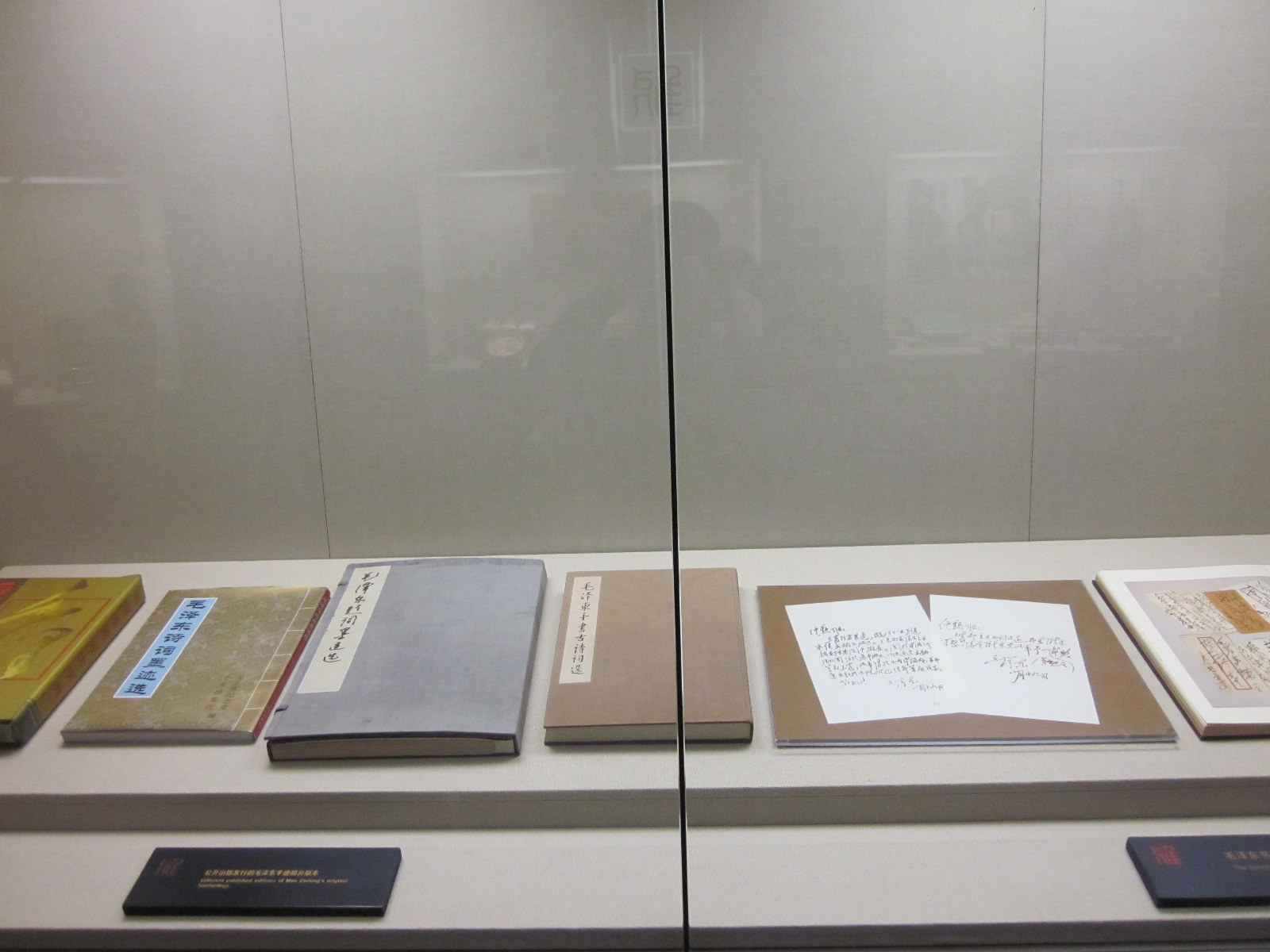
著作。
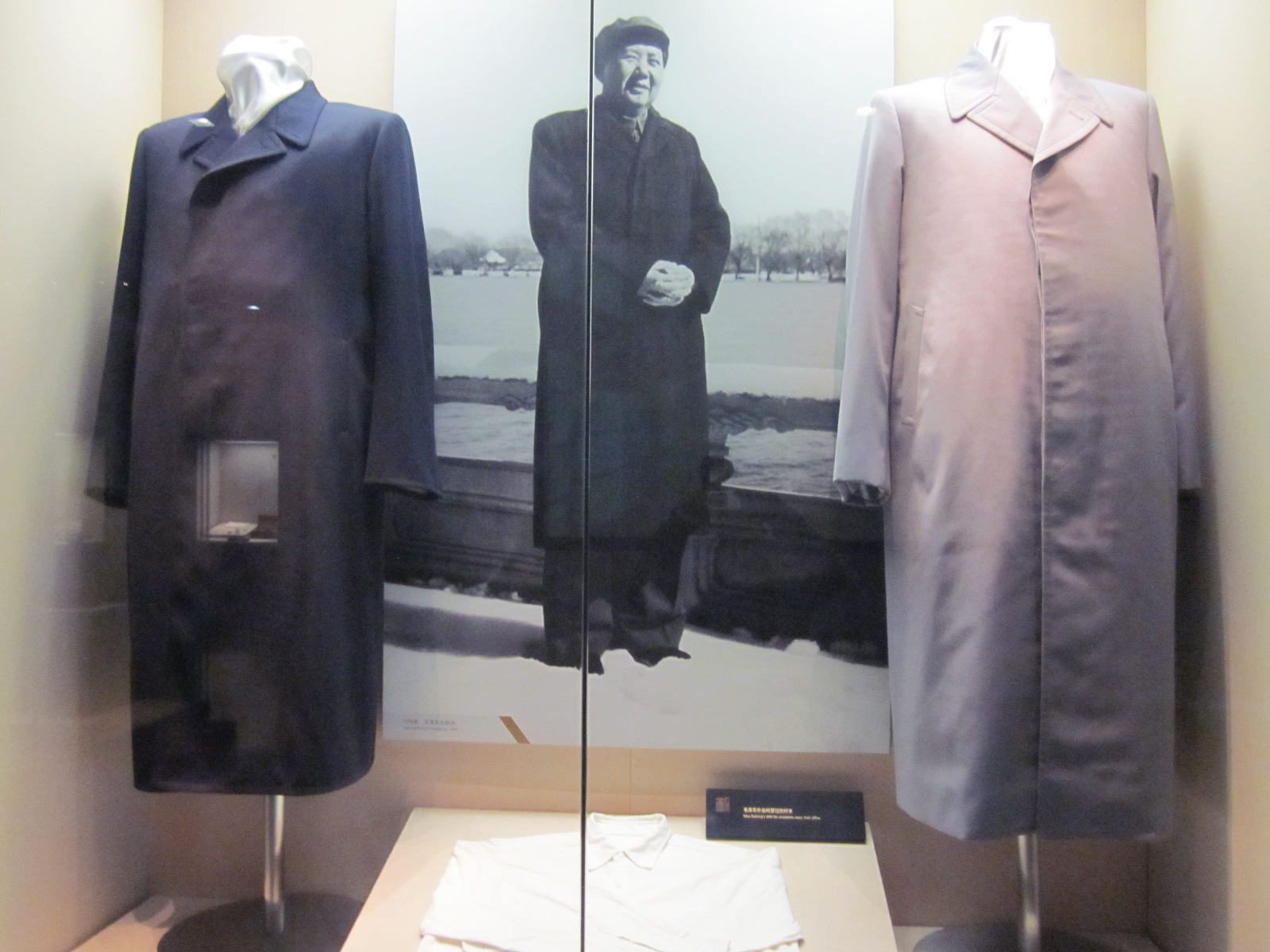
大風衣。
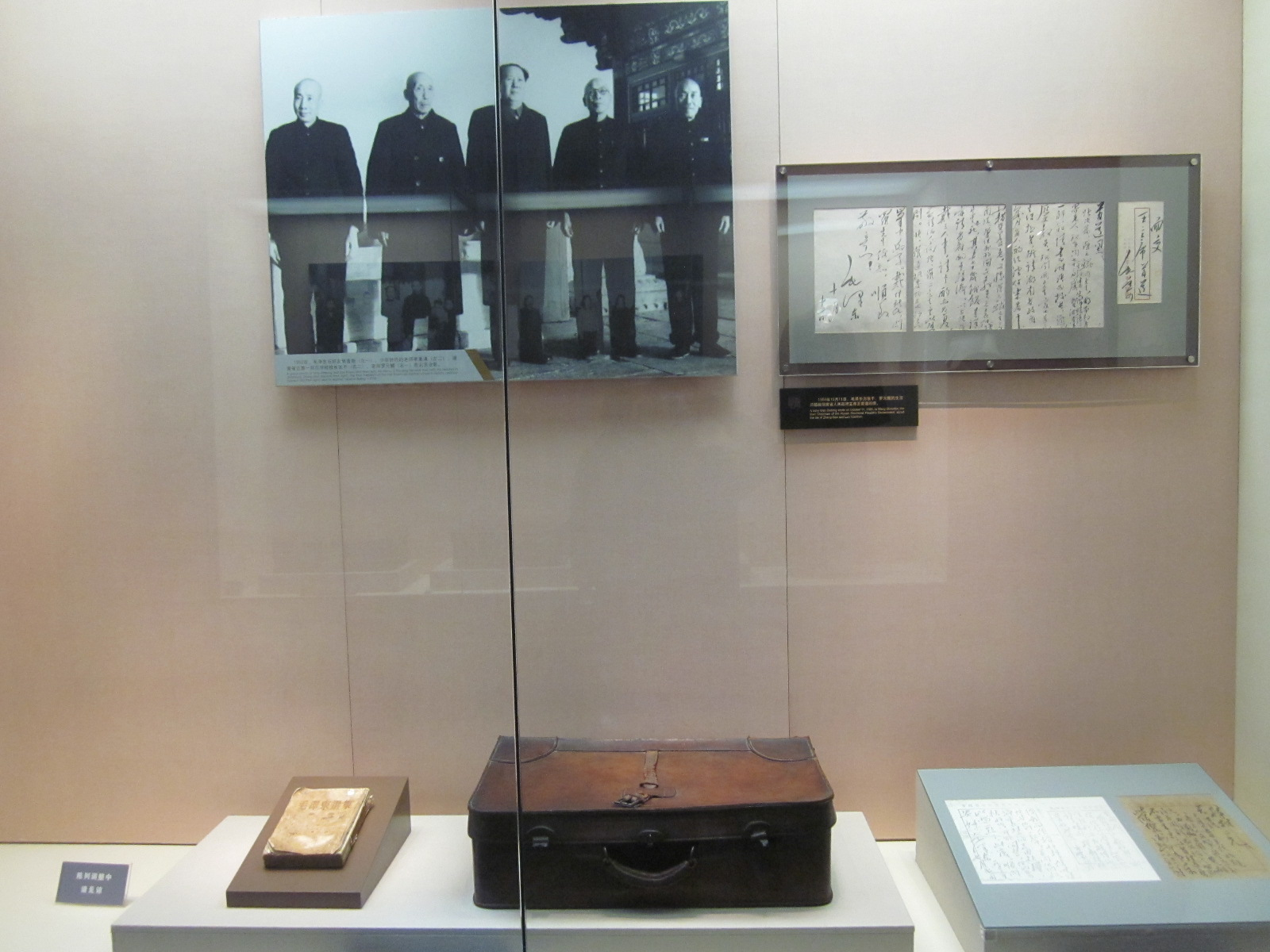
皮箱。
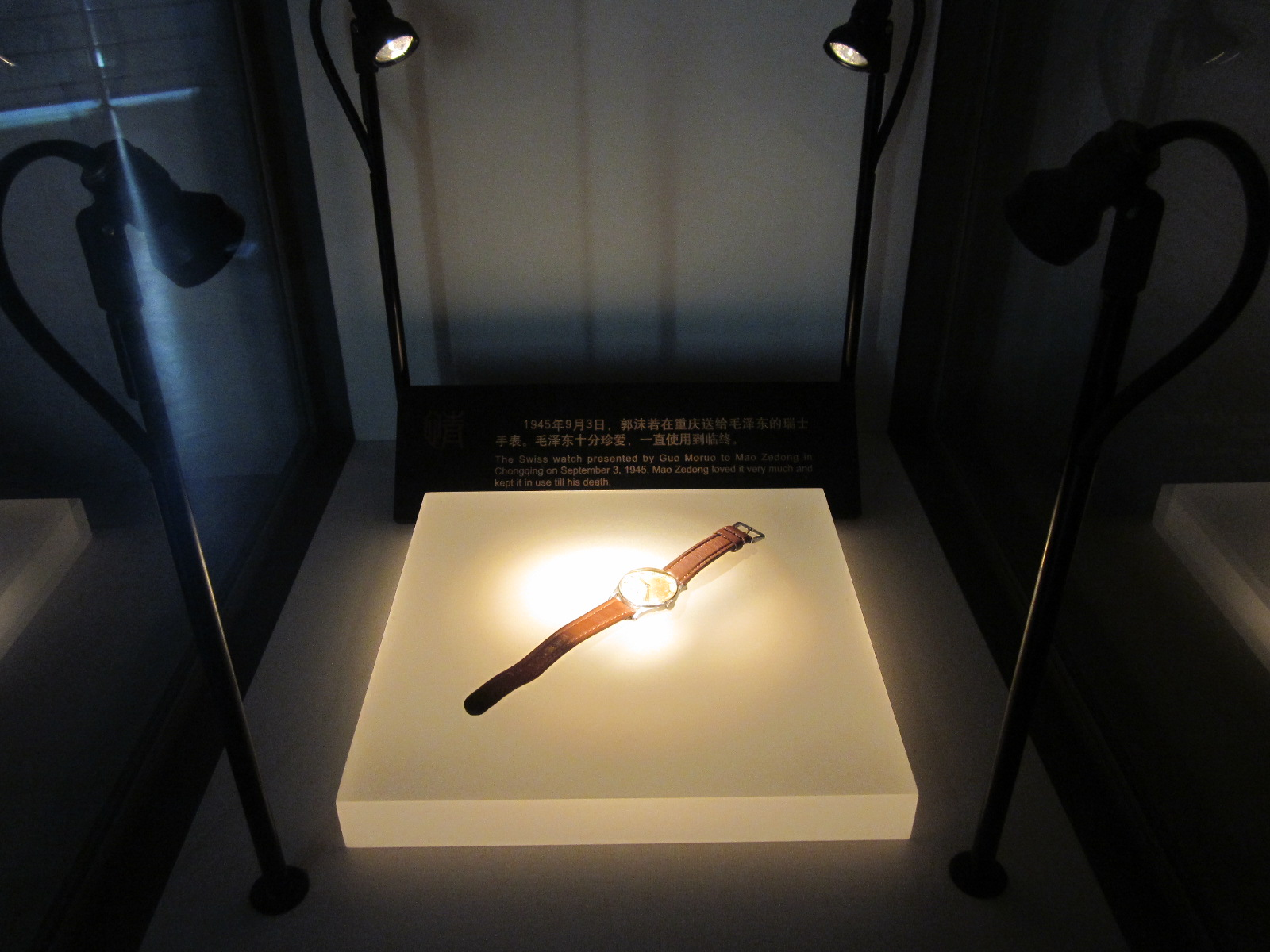
手表。
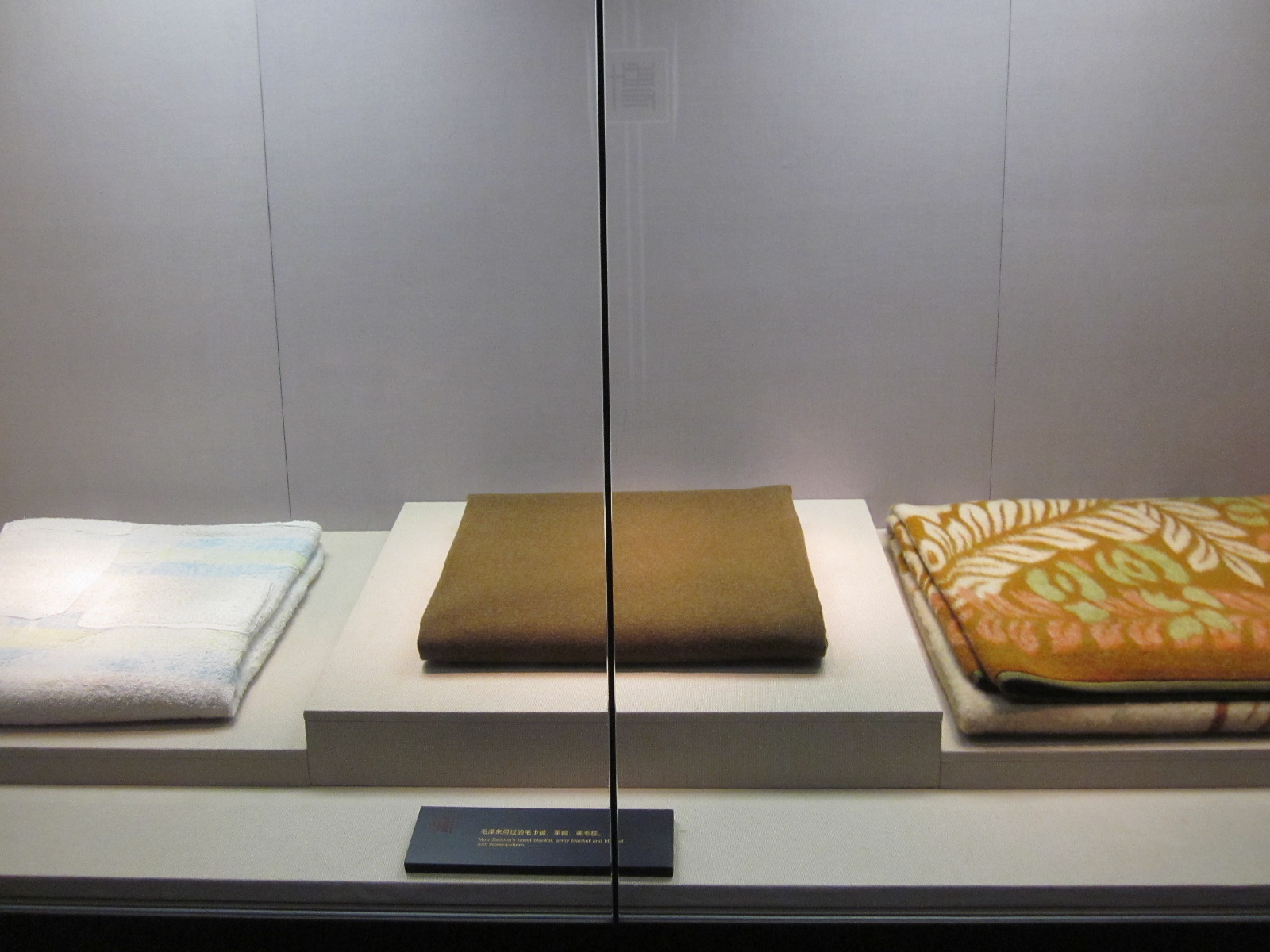
毛巾。
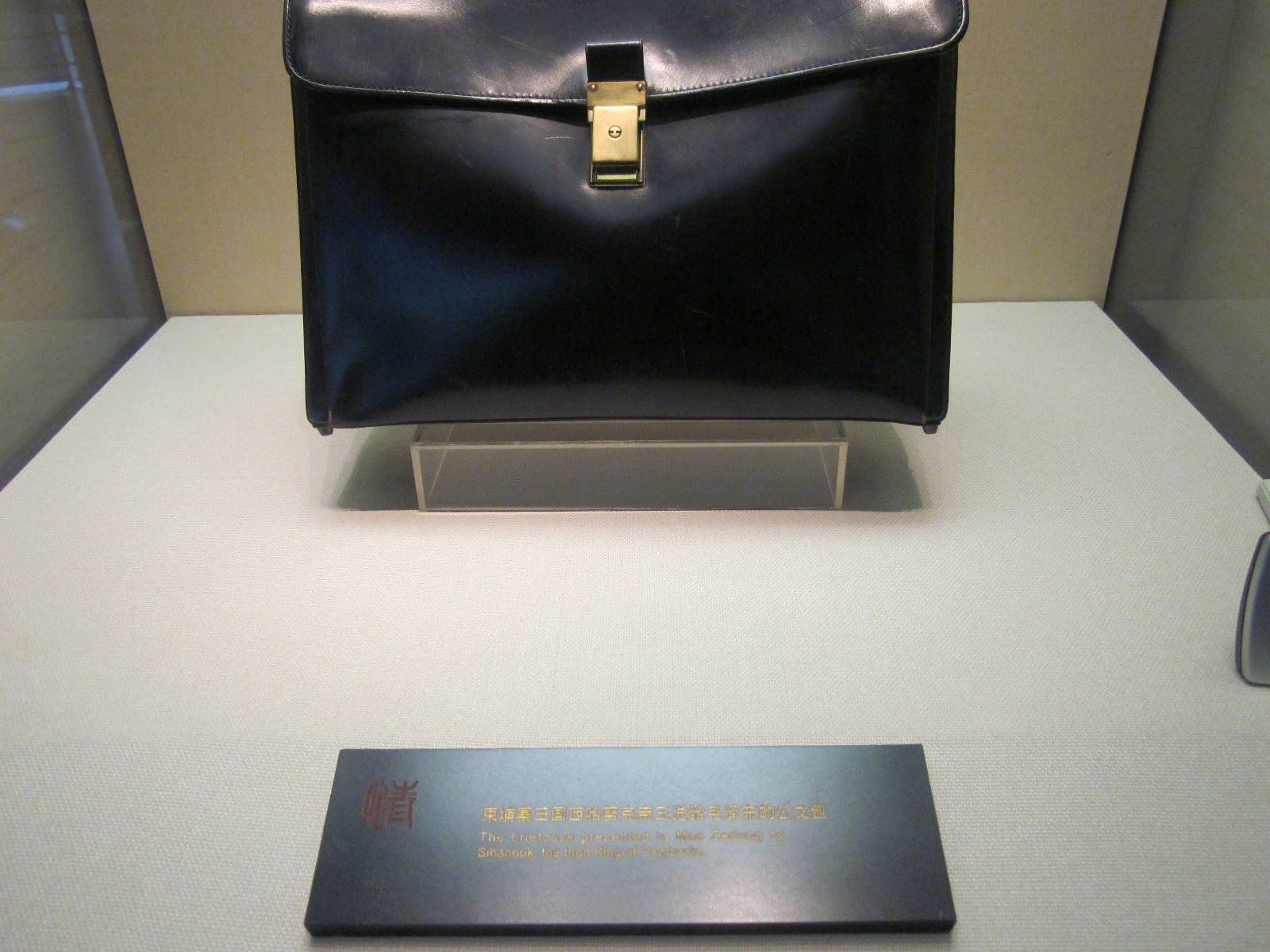
黒皮包。
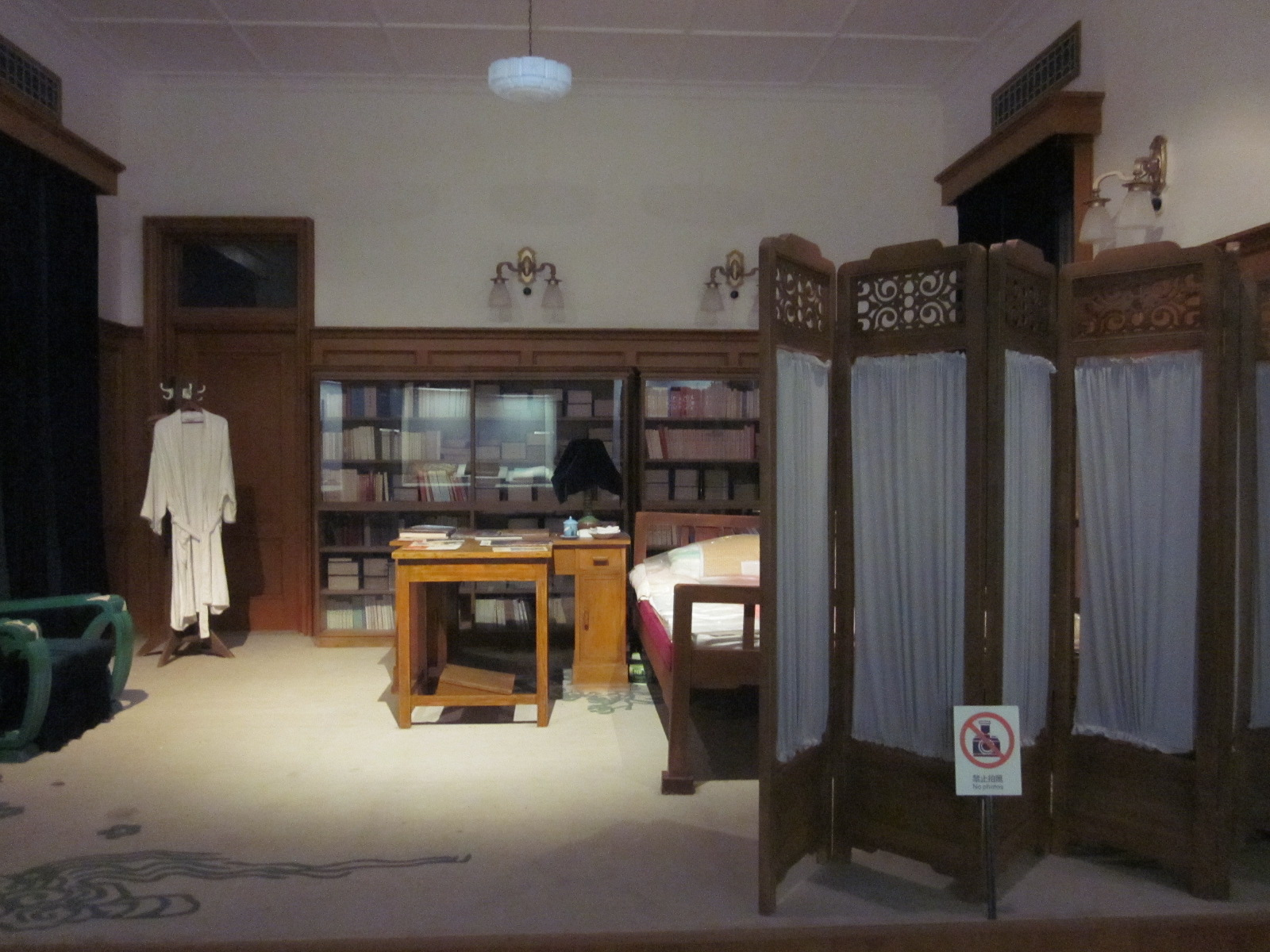
寝室。